# 鏈球菌溶血素
鏈球菌溶血素（Streptolysin）是一種鏈球菌產生的外毒素，能造成溶血。
鏈球菌溶血素分爲氧不穩定的鏈球菌溶血素O（SLO）和能在氧氣環境中穩定存在的鏈球菌溶血素S（SLS）。
抗鏈球菌溶血素O試驗（antistreptolysin O titre）可以檢測出抗體抗鏈球菌溶血素O（antistreptolysin O）。
鏈球菌溶血素O僅能在可逆還原狀態下才可以表現出溶血的活性，而鏈球菌溶血素S則在氧環境下穩定。另外，鏈球菌溶血素O具有抗原性，而鏈球菌溶血素S則因爲分子量太小而不具有抗原性。